# 金源祠
27°02′37.2″N 119°52′15.6″E / 27.043667°N 119.871000°E
金源祠，位于中国福建省霞浦县柏洋乡董墩村，为一个省级文物保护单位，类型为古建筑，为第八批福建省文物保护单位，公布时间为2013年1月28日。
金源祠的历史年代为明代，建于明朝嘉靖十四年（1535年），是霞浦县目前发现明代宗祠保持最完整的一处，2010年被公布为霞浦县文物保护单位，2013年被公布为福建省文物保护单位。